# Bloodhounds of Broadway
Bloodhounds of Broadway is een Amerikaanse film uit 1989 van regisseur Howard Brookner.

## Verhaal
Het is de laatste avond van het jaar 1928. Societydame Harriet MacKyle heeft besloten een bijzonder soiree te geven. Ze heeft niet alleen de hoge dames en heren uitgenodigd, maar ook diverse kleurrijke figuren met 'mooie bijnamen', zoals Feet Samuels, Handsome Jack, Regret en natuurlijk de machtigste man van Broadway: The Brain. De laatste wordt echter onderweg neergestoken en inspecteur McNamara gaat met twee bloedhonden in de donkere nacht op zoek naar de dader.

## Trivia
- Regisseur Howard Brookner stierf toen de film net af was op 34-jarige leeftijd aan aids.

## Rolbezetting
| Acteur               | Personage            |
| -------------------- | -------------------- |
| Julie Hagerty        | Harriet MacKyle      |
| Josef Sommer         | Waldo Winchester     |
| Jennifer Grey        | Lovey Lou            |
| Anita Morris         | Miss Missouri Martin |
| Madonna              | Hortense Hathaway    |
| Ethan Phillips       | Basil Valentine      |
| Alan Ruck            | John Wangle          |
| Dinah Manoff         | Maud Milligan        |
| Rutger Hauer         | The Brain            |
| Matt Dillon          | Regret               |
| Tony Longo           | Crunch Sweeney       |
| Stephen McHattie     | Red Henry            |
| Randy Quaid          | Feet Samuels         |
| Esai Morales         | Handsome Jack        |
| Fisher Stevens       | Hotfoot Harry        |
| Howard Brookner      | Daffy Jack           |
| Mark Nelson          | Sam the Skate        |
| Michael Wincott      | Soupy Mike           |
| Steve Buscemi        | Whining Willie       |
| William Murray Weiss | Joey the Toothpick   |
| John Rothman         | Marvin Clay          |
| Richard Edson        | Johnny Crackow       |